# Alcima
Alcima is een geslacht van sluipwespen. Het is een van de ongeveer 70 geslachten uit de onderfamilie Campopleginae van de gewone sluipwespen (Ichneumonidae).

## Soorten
- A. dbari Khalaim, 2007
- A. orbitale (Gravenhorst, 1829)
- A. pictor Aubert, 1971